# Hill City (Dakota del Sud)
Hill City è un comune degli Stati Uniti d'America, situato in Dakota del Sud, nella contea di Pennington.